# Malta en los Juegos Olímpicos de Tokio 2020
Malta estuvo representada en los Juegos Olímpicos de Tokio 2020 por seis deportistas, cuatro mujeres y dos hombres, que compitieron en cinco deportes.
Los portadores de la bandera en la ceremonia de apertura fueron el nadador Andrew Chetcuti y la tiradora Eleanor Bezzina. El equipo olímpico maltés no obtuvo ninguna medalla en estos Juegos.